# Битка за Иво Джима
Битката за остров Иво Джима / Йото (на английски: Iwo Jima; на японски: 硫黄島の戦い) е сред най-големите и кръвопролитни сражения в Тихоокеанския театър на Втората световна война. Макар битката да е предопределена от самото начало в полза на САЩ, превземането на острова от американските въоръжени сили се оказва напразно, тъй като впоследствие той не се използва нито като плацдарм, нито като военноморска база, а японците все още имат радар за ранно предупреждение на остров Рота, най-южния от Северните Мариански острови, останал в японски ръце до края на войната.

## Предистория
Иво Джима е японски остров в Тихия океан, разположен на 1200 km южно от Токио. Най-високата точка се намира на планината Сурибачи в северната част на острова. Висока 169 метра, тя се смята за спящ вулкан. Иво Джима е необичайно равнинен за вулканичен остров.
Преди Втората световна война Иво Джима е управляван от префектурата на Токио. Преброяването на населението от юни 1943 г. сочи, че островът има население от 1018 души (533 мъже, 485 жени), обитаващи 192 домакинства в 6 селища. Островът има начално училище и един полицай. Иво Джима е обслужван от пощенски кораб от Хахаджима един път месечно, както и от кораба Nippon Yusen веднъж на няколко месеца. Икономиката на острова се крепи на добива на сяра, отглеждането на захарна тръстика и риболов. Той е изолиран остров в центъра на Тихия океан с лоши икономически перспективи, поради което трябва да внася всичкия си ориз и консумативи от близките острови.
Дори преди началото на Втората световна война на острова има гарнизон на японския императорски флот. Той се намира в южната част на Иво Джима и е забранен за посещение за местното цивилно население.
През 1944 г. започва масивна военна подготовка на територията на Иво Джима в очакване на американската инвазия. През юли цялото цивилно население е евакуирано насила. От юли 1944 г. на острова вече няма постоянни обитатели.

## Битката за Иво Джима
Нападението на Иво Джима започва на 19 февруари 1945 г. Ожесточените боеве продължават изключително интензивно 36 дни (въпреки прибързаното съобщение на командващия десанта ген. Смит от 15 март за спечелена победа) до 26 март 1945 г., когато последната японска атака е отблъсната и отбраната на острова е счетена за подавена, но японските части не капитулират, останалите към 2500 защитници контролират подземните укрепления и от там продължават да нанасят удари по американските части, особено интензивно до края на май 1945 г., в тези боеве, два месеца след като битката вече наистина е обявена за „приключила“, са убити 1602 и пленени 867 японски войници и офицери, последните двама войници Куфуку Ямакадзе и Ринсоку Мацуда са заловени едва през 1951 г.
В сравнение с другите битки на Втората световна война операцията е скромна като мащаб на ангажираните в сражението сили и средства и големина на фронта на настъпление, но е най-тежкото сухопътно сражение в Тихоокеанска война и важна част от нея. Морското нападение има за цел да овладее летищата на острова, от които японските градове попадат в обсега на американската бомбардировъчна авиация (бомбардирането на Токио, Нагоя и Осака оттук започва незабавно) и могат да ползват острова като база за нахлуване на японска територия. Още в първия ден на сраженията на десантните войски са нанесени тежки загуби в жива сила: 501 убити, 47 загинали от раните си, 1755 ранени, 18 изчезнали безследно и 99 контузени, 24-ти и 25-и полкове на морската пехота на САЩ за няколко часа бой губят 25% от личния състав, унищожени са 26 от 56 танка, стоварени при десанта. На 21 февруари с въздушна атака японски камикадзета поразяват два самолетоносача – потопен е самолетоносачът „Бисмарк Си“ и тежко е повреден самолетоносачът „Саратога“. Битката за Иво Джима се оказва най-кръвопролитната за цялото съществуване на Корпуса на морската пехота на САЩ и също единствената операция на Японската армия в хода на войната в Тихи океан, в която общите загуби на САЩ надхвърлят тези на Япония. Общият брой на убити и ранени американски военнослужещи само в първите три дни на сраженията е най-голямото в цялата военна история на страната. Значителни загуби понасят 3-та, 4-та и 5-а дивизии на морската пехота. ВМФ на САЩ губи 18 кораба, включително самолетоносач, поразени най-вече при успешни въздушни удари и ответен огън на японската брегова артилерия.
Боевете са едни от най-ожесточените по време на войната в Тихия океан. Позициите на японската армията са добре предпазени чрез мощни фортификации, добри комуникационни връзки, надеждно защитени бункерни картечни гнезда и артилерия, прикрита в 18-километрови тунели. Това е първата от двете (заедно с битката при Окинава) големи директни атаки на американски сухопътни сили срещу японски острови. Войниците на императора непоколебимо се сражават до смърт и тъй като почти никой не успява да напусне острова, в плен попадат по-малко от 5%, почти всичките изпаднали в безсъзнание при боевете или от жажда и глад, или тежко ранени и осакатени войници, всички останали са убити, а хиляди не отстъпват към главните сили, след като изчерпват мунициите си и се самоубиват, нарушавайки забраната на командващия, с което чувствително облекчават задачата на противника.
Превземането с цената на тежки загуби на планината Сурибачи, е първият голям военен и пропаганден успех на десантите войски. При второто издигане на американския флаг на върха ѝ на четвъртия ден от битката (23 февруари), Джон Розентал фотографира пет морски пехотинци – Айра Хейс, Майк Странк, Рени Гагнон, Харлън Блок, Франклин Съзли и Джон Брадли от медицинския корпус на флота. Снимката е отпечатана в стотици издания и придобива изключителна популярност. Тя печели наградата Пулицър за снимка през същата година и в края на краищата се смята за един от най-значимите пропагандни образи от войната и може би най-тиражираната снимка на всички времена. През следващия месец, трима от шестимата войници, издигнали флага – Странк, Блок и Съзли са убити в битка.
Падането на Сурибачи обаче не демобилизира японците, те отстояват позициите си, дори контраатакуват и твърдо отбраняват острова. Генерал Тадамичи Курибаяши дори и след тази загуба разполага с още осем комплектовани пехотни батальона, танков и два артилерийски полка, отделно и три минохвъргачни батальона, плюс още 5000 войници – артилеристи и части на военноморската пехота. Имперският генерален щаб обаче няма възможност да организира снабдяването на войските не само с жива сила, гориво и оръжие, но дори с муниции и продоволствие, те се сражават гладни и жадни като особено убийствена е липсата на вода, но дори и това не прекършва волята им. Изправени пред 5-кратно превъзхождащ ги в жива сила противник с перфектно снабдяване и мощна огнева поддръжка от авиация и флот, изчерпали боеприпасите си, в нощта на 25 срещу 26 март японците се вдигат на последна атака, водени лично от ген. Курибаяши и контраадмирал Риносуке Итимару. Внезапната атака нанася нови чувствителни загуби на противника, но командващият и контраадмиралът загиват при тази битка, оцелелите се връщат в пещерите, излизат през нощта за провизии, и продължават да оказват съпротива месеци наред. Не знаейки как да се справят с тях, американците се опитват да ги изкарат от укрепения им лабиринт, като демонстрират съчувствие, предлагайки им вода, цигари и кафе.
Преди да загине, водейки последната атака, контраадмирал Итимару оставя Завет послание адресирано до президента на САЩ, станало световноизвестно като „писмо към Рузвелт“  Предвиждайки, че ще загине и противникът ще обискира телата на убитите офицери, той намира оригинален начин да изпрати това писмо на президента – слага го в куртката, с която влиза в бой и след като е убит, писмото наистина е намерено от американците. На 11 юни то е публикувано от вестниците в САЩ. В него покойният адмирал посочва отговорността за започването на войната в Тихия океан на президента Рузвелт и критикува имперските амбиции на САЩ в тихоокеанско-азиатския регион. Също така той обвинява Рузвелт за това, че води война против националистическата диктатура на Хитлер, имайки за съюзник комунистическата диктатура на Сталин и поддържа приятелски отношения с такъв диктатор.
Трудно извоюваната от американската армия победа над Иво Джима срещу пет пъти по-малоброен, гладен и лишен от боеприпаси противник, стряска командването какво очаква войските при нахлуване на японските острови – отпорът и размерът на загубите в борбата за завладяване на целия архипелаг остров по остров, които могат да съсипят американската армия и държава или най-малко тежко да ги деморализират. Въпреки че в бомбардировките на Токио и Кобе само в Токио живи са изгорени 100 хил. души, нещата се повтарят в битката за следващия малък остров – битката за Окинава. Това дава тласък на решаването на въпроса с победата над Япония със силата на ядреното оръжие. Първата атомна бомбардировка в света е извършена още преди Иво Джима да е напълно прочистен от въоръжени японски войници, на 6-и и 9 август ядрени бомби са пуснати върху Хирошима и върху Нагасаки, загиват 330 хил. мирни граждани, 476 хил. са ранени, бездомни остават 9,2 млн. души.
Последните непредали се японски войници на Иво Джима са пленени години след дебаркирането на острова на 6 януари 1949, други източници сочат, че това става в 1951 г., шест години след началото на операцията.
Американските военни окупират Иво Джима до 1968 г., когато под силния натиск на правителството на съюзната им вече страна островът е върнат на Япония.

## Обединение на честта
На 19 февруари 1985 г., на 40-годишнината от деня, в който американските войски започват нападението над острова, ветерани от 2-те войски се събират за „Обединение на честта“. Това се случва на метри разстояние от точката, в която американските морски пехотинци стъпват на острова при десанта си.

## Отражение в изкуството
Клинт Истууд създава през 2006 г. филмите „Писма от Иво Джима“ (Letters from Iwo Jima) и „Знамената на нашите бащи“ (Flags of Our Fathers). Историята в двата филма се развива паралелно, единият представя американската гледна точка, а другият – японската. „Писма от Иво Джима“ печели Златен глобус за чуждоезичен филм.